# Pécsújfalu
Pécsújfalu (szlovákul Pečovská Nová Ves, németül: Frauendorf) község Szlovákiában, az Eperjesi kerület Kisszebeni járásában.

## Fekvése
Eperjestől 21 km-re, Kisszebentől 5 km-re északnyugatra, a Tarca bal partján fekszik.

## Története
A régészeti leletek tanúsága szerint területén már az őskorban is éltek emberek.
Eredeti neve Kocsmaalja, mely egy 1209-es oklevélen „Kuchmaalja” alakban már említve van, mint a vámmal bíró Ujvárhoz tartozó falu. Az eredeti település egy már meglévő kocsma körül alakult ki, azonban valószínűleg a tatárjárás során elpusztult. Ezután már Újfalu néven települt újra, ezen a néven 1248-ban szerepel először „Wyfolu” alakban. A 13. században a sárosi váruradalom része volt. Az 1300-as években Rykolf ispán illetve leszármazottjai birtokolták, bár Myckh szlavóniai bán utódai is igényt tartottak rá. 1427-ben 60 adózó portája volt. 1512-ben Perényi Imre nádor kezében van, ki azt átengedi Tharczai Miklósnak. Végül I. Ferdinánd 1559. június 7-i oklevelével a hűtlenségbe esett Tharczai Györgytől elkobzott birtokokat Péchy Gáspárnak valamint testvérének, Mártonnak adományozza.
Az 1580-as évektől kezdik Péchy-Ujfalunak, majd a későbbi időkben Péchujfalu/Pécsújfalunak nevezni. Vámja egészen a 16. század végéig működött. A 18. század közepétől vashámor üzemelt a településen. 1787-ben 125 házában 1273 lakos élt.
A 18. század végén Vályi András így ír róla: „ÚJFALU. Pécs Újfalu. Sáros Várm. földes Ura Péchy Uraság, Ispotállya is van; határja középszerű.”
1828-ban 223 háza és 1654 lakosa volt. Lakói mezőgazdasággal, vászonszövéssel, állattartással, tímármesterséggel, gyümölcstermesztéssel, szeszfőzéssel foglalkoztak. A 19. század közepétől sok lakosa kivándorolt.
Fényes Elek 1851-ben kiadott geográfiai szótárában így ír a faluról: „Ujfalu (Péch), Pecsowszka Nowawesz, Sáros vmegyében, népes tót falu, a Gallicziába vezető országutban, igen kies vidéken: 1139 rom., 181 g. kath., 4 evang., 157 zsidó lak. Kath. paroch. templom. Synagóga. Több csinos urasági lakház. Határa bár nagyobb részint hegyes és dombos, de meglehetős, termékeny rétjei kétszer kaszálhatók; erdeje derék. F. u. a régi-törzsökös Péchy nemzetség. Ut. p. Eperjes.”
A trianoni diktátumig Sáros vármegye Kisszebeni járásához tartozott.

## Népessége
| Év:            | 1994. | 2004.   | 2014.    | 2024.   |
| -------------- | ----- | ------- | -------- | ------- |
| Emberek száma: | 2122  | 2264    | 2677     | 2903    |
| Eltérés:       |       | +6,69 % | +18,24 % | +8,44 % |

| Év:            | 2023. | 2024.   |
| -------------- | ----- | ------- |
| Emberek száma: | 2875  | 2903    |
| Eltérés:       |       | +0,97 % |

1880-ban 1316 lakosából 46 magyar és 987 szlovák anyanyelvű volt.
1890-ben 1083 lakosából 38 magyar, 122 német és 870 szlovák anyanyelvű volt.
1900-ban 1008 lakosából 129 magyar, 96 német és 709 szlovák anyanyelvű volt.
1910-ben 1085 lakosából 96 magyar, 86 német, 765 szlovák és 138 egyéb anyanyelvű volt. Ebből 945 római katolikus, 103 izraelita, 28 görögkatolikus, 3-3 evangélikus és unitárius, 2 református és 1 görögkatolikus.
1921-ben 1024 lakosából 34 magyar, 244 német és 890 csehszlovák volt.
1930-ban 1229 lakosából 16 magyar, 36 zsidó, 945 csehszlovák, 150 egyéb nemzetiségű és 82 állampolgárság nélküli volt. Ebből 1087 római katolikus, 90 izraelita, 46 görögkatolikus, 1 evangélikus és 5 egyéb vallású.
1970-ben 1947 lakosából 1935 szlovák volt.
1980-ban 2092 lakosából 2 magyar és 2075 szlovák volt.
1991-ben 2078 lakosából 1-1 magyar és morva, 3 ruszin, 11 cseh, 12 ukrán, 284 cigány és 1762 szlovák volt.
2001-ben 2203 lakosából 1956 szlovák és 204 cigány volt.
2011-ben 2546 lakosából 1876 szlovák, 453 cigány, 12 ruszin, 7 cseh, 3 lengyel, 2 ukrán, 1-1 magyar, bolgár és morva, 2 egyéb és 188 ismeretlen nemzetiségű volt.

## Nevezetességei

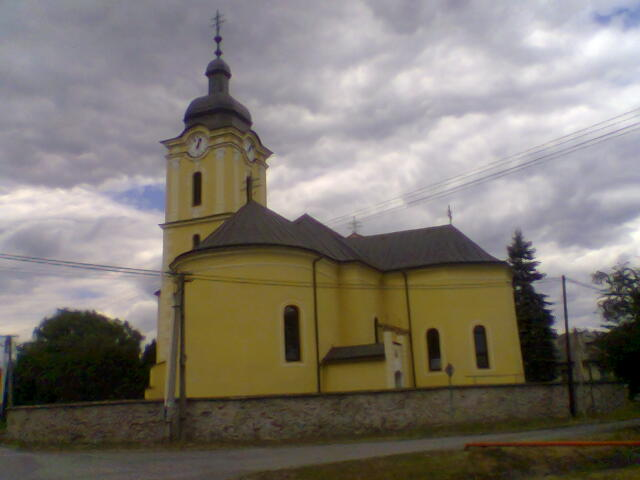
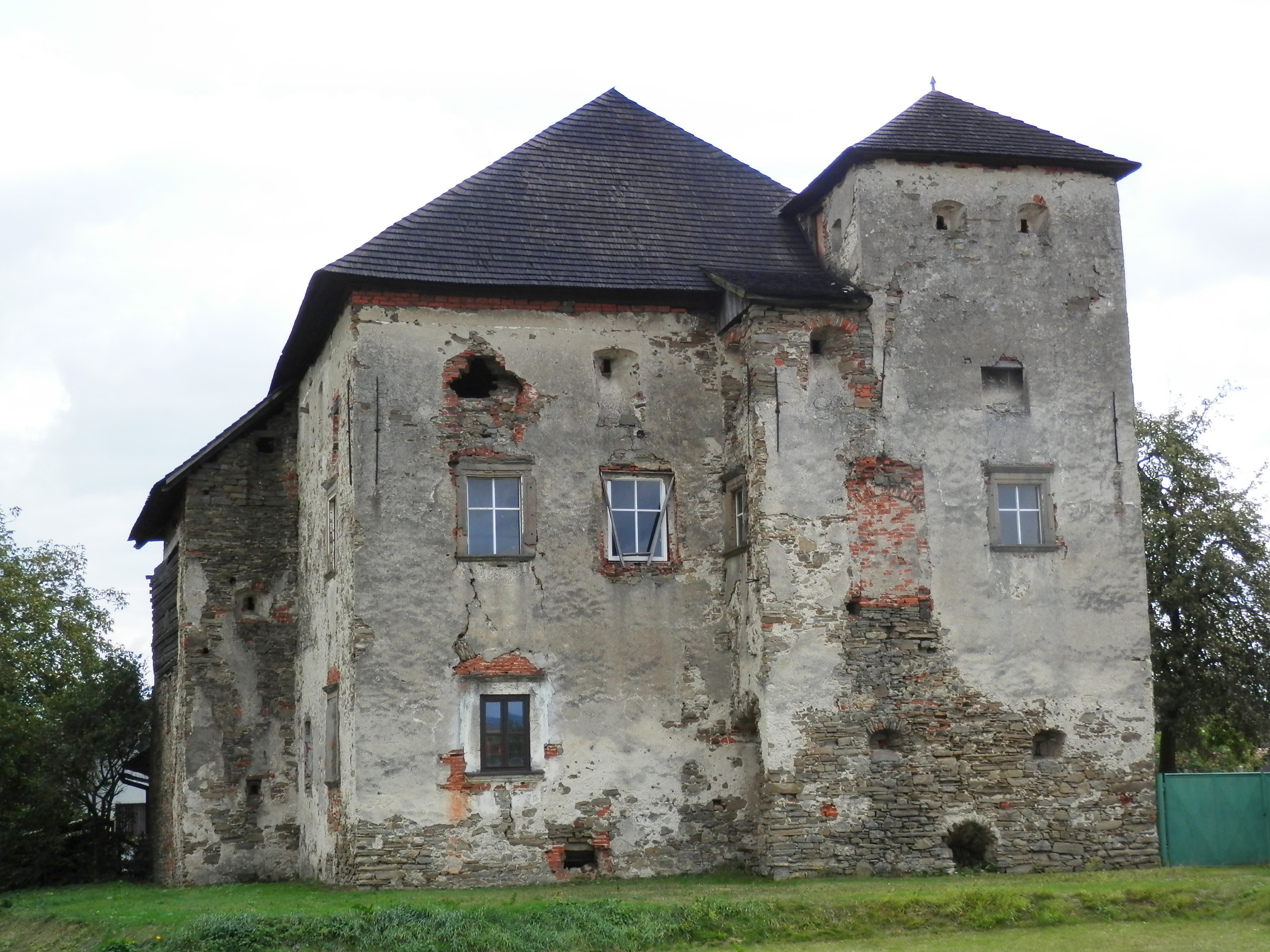
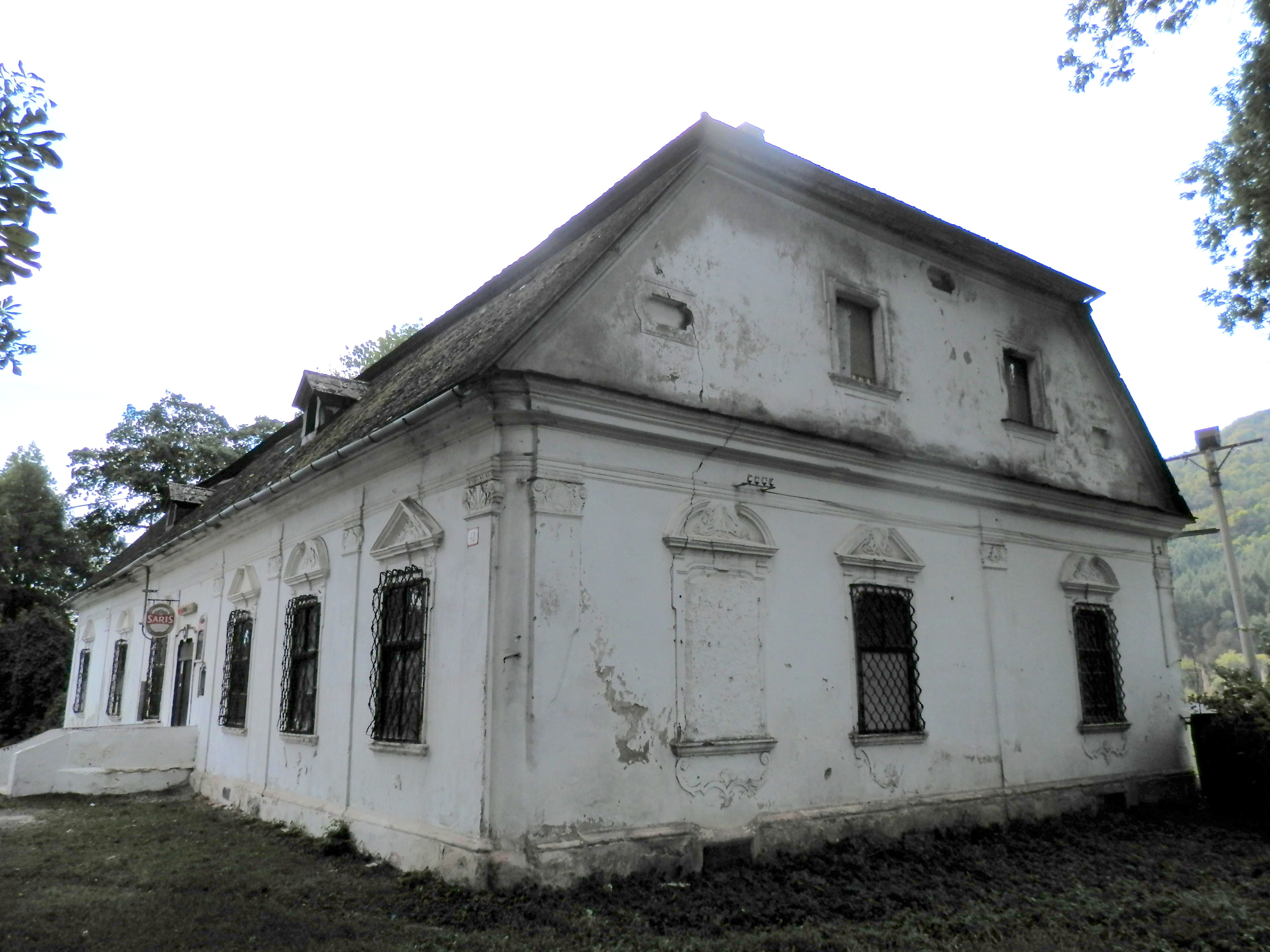

- Szent András apostol tiszteletére szentelt római katolikus temploma 1450-ben épült gótikus stílusban. A 16. században reneszánsz stílusban építették át.
- A Péchy családnak a Ľutinská utcában álló reneszánsz kastélya 1560 után épült.
- A főutcai klasszicista kúria a 19. század első feléből származik.
- A Templom utcai barokk kastély a 18. század közepén épült.
- Nepomuki Szent János kápolna a főutcában.
- Zsidó temető a Na Trubalovec nevű falurészen.